# 聖安娜的奇蹟
《聖安娜的奇蹟》（英語：Miracle at St. Anna）是2008年由史派克·李执导、詹姆斯·麦克布赖德（James McBride）编剧的美義合拍史诗戰爭片，改编自麦克布赖德2003年的同名小说。影片由德瑞克·路克、麥克·艾里、拉兹·阿隆索（Laz Alonso）、奥玛·本森·米勒、皮耶法蘭西斯柯·法維諾和瓦伦蒂娜·切尔维（Valentina Cervi）主演，約翰·特托羅、喬瑟夫·高登-李維、約翰·李古查摩、D.B.·斯威尼（D.B. Sweeney）和凯莉·华盛顿等人参演。故事主要发生在意大利二战期间的意大利内战时期，讲述了92步兵师的四名布法罗士兵在一个托斯卡纳小村庄避难，与村民建立起深厚感情的故事。故事通过回忆的方式呈现，由幸存者之一赫克托·内格隆（阿隆索饰）在1980年代的纽约回忆自己的经历。影片重现了战争期间发生的几件真实事件，如圣安娜·迪·斯塔泽玛（Sant'Anna di Stazzema）大屠杀，将《聖安娜的奇蹟》置于历史小说的范畴。
李在2004年首次了解到这部小说，并向麦克布赖德提议拍摄电影。在欧洲，影片的发展吸引了意大利制片人罗伯托·奇库托（Roberto Cicutto）和路易吉·穆西尼（Luigi Musini）的注意，他们帮助筹集了4500万美元的制作资金。影片的大部分拍摄在意大利完成，选址多为二战影响过的地区。其他拍摄地有纽约、路易斯安那州和巴哈马。李的长期合作伙伴特伦斯·布兰查德（Terence Blanchard）为影片配樂，视觉效果由光影魔幻工業制作。
《聖安娜的奇蹟》于2008年在多伦多国际电影节首映，随后于2008年9月26日上映。影片获得了大多负面评价，并因历史不准确性在意大利引发争议。影片上映期间票房惨淡，全球仅收获930万美元。

## 剧情
1983年，年迈的二战老兵、非裔波多黎各人赫克托·内格隆在纽约市担任邮局职员。在认出一名顾客后，内格隆用一把德国魯格手槍将他射杀。几小时后，新晋记者蒂姆·博伊尔和警探托尼·里奇来到犯罪现场搜集信息。在内格隆的公寓，博伊尔、里奇和其他警官发现了一尊精雕细刻的雕像头部，这正是长期失踪的天主圣三一桥的普里马维拉（Primavera）头部。还发现了一枚紫心勋章和一张照片，揭示内格隆曾获得杰出服役十字勋章和银星勋章。
内格隆通过闪回，讲述了他作为1944年晚期義大利戰役哥德防線期间的年轻下士在意大利的战争经历。一次对德军在塞爾基奧河的阵地发起的灾难性攻击中，一名军官诺克斯上尉拒绝相信他们已经推进的报告，呼叫炮火覆盖了92师的阵地。许多美国士兵被杀，内格隆和三名士兵：史塔普斯中士、毕晓普中士和新兵萨姆·特雷恩被困在河对岸。萨姆随身携带他在佛罗伦萨发现的普里马维拉头部，认为它具有魔力。他和毕晓普从一座倒塌的建筑物中救出一名意大利男孩安杰洛。在穿越托斯卡纳山区的途中，士兵们进入一个小村庄，与居民建立了深厚的情谊。萨姆特别喜欢安杰洛，成为了他的父亲般的人物。村民之一的瑞娜塔很快卷入与史塔普斯和毕晓普之间的三角關係，导致冲突加剧。
在内格隆修好受损的背包无线电后，士兵们联系了总部，被指示捕获一名敌军士兵。当地的意大利游击队带来了他们的俘虏，一名年轻的德军逃兵汉斯·布伦特。早些时候，附近的圣安娜·迪·斯塔泽玛村庄的居民因一名意大利游击队员罗道夫的背叛被德军屠杀。罗道夫知道布伦特可以认出他是叛徒，因此隐瞒了德军即将反攻村庄的事实。罗道夫杀死了布伦特和游击队领袖，然后逃脱。39年后，内格隆将杀死的正是罗道夫。诺克斯上尉来到村庄审问布伦特，发现他已经死亡。美国人准备在德军反攻前离开村庄，但萨姆拒绝丢下安杰洛。诺克斯承诺将四名士兵全部送军事法庭审判，并与他的部队驱车离开镇子，却在德军攻势开始时被杀。
剩下的美国人和意大利游击队坚守阵地，击杀了许多德军。毕晓普和内格隆牵制德军，史塔普斯试图将村民送往安全地，但他们人数过于悬殊。萨姆、史塔普斯和毕晓普在战斗中牺牲。内格隆在撤退时背部中弹，但被背包无线电挡了一枪。在安杰洛将普里马维拉的头部交给他后，内格隆给了男孩自己的念珠，告诉他离开。安杰洛被他哥哥阿图罗的灵魂带走，阿图罗曾在圣安娜大屠杀中遇害。一名德军军官没有杀内格隆，而是将自己的鲁格手枪交给他，让他自卫。更多的美国人抵达并占领了村庄，随后救走了内格隆。
在1984年，内格隆因杀害罗道夫被提起诉讼，面临终身监禁。在保释听证会上，一位为一个不明富有人士辩护的著名律师为内格隆辩护。赫克托被带到巴哈马，与普里马维拉的头部重逢，陪同他的正是头部的新主人，他取出了念珠，揭示自己是成年的安杰洛。他们一起握住赫克托的念珠，泪流满面地回忆往事。

## 制作

### 发展
小说《圣安娜的奇迹》由詹姆斯·麦克布莱德创作，取材于他已故叔叔在二战期间当士兵的经历。 :18在写这部小说时，麦克布莱德进行了自己的研究，并了解了第92步兵师，该师由15,000名非裔美国人组成，他们在第二次世界大战期间于1944年8月至1945年11月在意大利服役。 麦克布莱德采访了第92师的几名剩余成员。 “我在纽约新学院学习意大利语，”他解释道。 “我和家人搬到意大利住了六个月。我采访了几十名意大利人——游击队员和法西斯分子。我采访了几十名参加过战争的非裔美国士兵，他们中的大多数人已经去世了。我至少读了20本书。我去了宾夕法尼亚州卡莱尔的陆军战争学院。我研究了第92军团在战争期间在意大利所做的一切，试图了解真正发生的事情。” :19第92师是麦克布莱德小说的基础，该小说于2003年出版。:18
斯派克·李于2004年首次获悉这部小说，并与麦克布莱德联系，商讨将其改编成电影的事宜。:Sec1:6 他觉得麦克布莱德是写剧本的完美人选，他认为他的小说能够作为这一过程的指南。:18–19在评论将他的书改成剧本的困难过程时，麦克布莱德说，“作为一个小说家，你往往会进行内部思考。你可以指导角色所说的内容，你可以探索他或她所想的内容。电影却没有时间解释。你必须正确地表现在肌肉上。”:20
《圣安娜的奇迹》的电影改编引起了意大利制片人罗伯托·西库托 (Roberto Cicutto) 和路易吉·穆西尼 (Luigi Musini) 的注意，他们也是On My Own Produzioni Cinematografiche的联合创始人。 西库托解释说，他们知道李“不仅仅是作为一名美国导演来到意大利拍电影，而是要拍一部属于他的文化和我们的历史的电影。”这部电影的预算估计为4500万美元。  在自己的制作公司Own My Own的赞助下，西库托和穆西尼贡献了874万美元。  李在欧洲享有盛誉，曾担任2004年威尼斯电影节评委，这也帮助了这位电影制片人从意大利RAI电影院和法国TF1获得了三分之二的预算（3000万美元）。 试金石影业承担了剩余部分（626万美元），随后在北美发行了这部电影。
李将《圣安娜的奇迹》描述为一部“合奏作品”:20，力求真实地描绘在意大利作战的美国和德国士兵。:24意大利角色的选角是在罗马举行的。 所有意大利演员均出生在罗马，经过训练后，他们的声音听起来就像是来自托斯卡纳。:22扮演士兵的演员在高级军事顾问比利·巴德的监督下都进行了为期两周的训练营。比利·布德是一位15年的皇家海军，曾在福克兰战争中服役。:24

### 拍摄

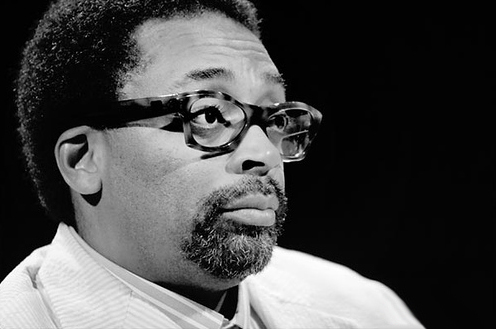
导演斯派克·李，2007年

《圣安娜的奇迹》的主体拍摄持续了九周，从2007年10月开始，到同年12月结束；拍摄在意大利、纽约、路易斯安那州和巴哈马群岛进行。:6–8这部电影是李在欧洲拍摄的第一部电影，这位导演坚持要在故事发生的地方拍摄。 电影在托斯卡纳开拍，托斯卡纳地方政府允许李在事件发生地拍摄。 据制片人路易吉·穆西尼介绍，《圣安娜的奇迹》是在哥特防线拍摄的，这条防线是二战最后阶段的主要防线：“这个地点高度代表了意大利的战争状况和我们的抵抗状况。 那里发生了一些真正戏剧性的事件。”:24前十天的拍摄是在塞尔基奥河进行的，涵盖了电影开头的战斗场景。:25重现了圣安娜迪斯塔泽马大屠杀的场景，也是在暴行发生的地方拍摄的。屠杀中有500多名村民被德国占领军杀害，在电影里进行了情景再现。 随后，影片在罗马拍摄了一个月，在纽约拍摄了四天，在路易斯安那州的白城堡拍摄了两天，在巴哈马拍摄了两天。

### 设计和特效
馬修·李巴提克担任摄影师，他曾与李合作拍摄过电影《她恨我》 (2004) 和《臥底》 (2006)。 李巴提克依赖于使用自然光，这对于在室内拍摄的场景来说是一个挑战。:26电影最后的战斗序列特别困难，因为电影依赖于使用现场特效和困难的天气条件。:25李巴提克的解决方案是与李、军事顾问比利·巴德和第一助理导演邁克·埃利斯合作創建故事板來編排場景。 制作设计师托尼诺·泽拉的任务是将室外场景填满绿色植物，重建外部建筑，并建造一个意大利谷仓的内部。:25服装设计师Poggiolo在设计美国士兵的服装之前曾咨询以前的第92师布法罗士兵。 他还提供了当代和历史的服装。:26Ernest R. Dickerson之前在李的所有电影中都担任电影摄影师，这部电影中担任第二单位、摄影师和摄像机操作员。:6视觉效果由乔治·卢卡斯的Industrial Light & Magic（ILM）创作。:10在李去找卢卡斯之后，他允许ILM的艺术家团队为电影制作视觉效果。

### 音乐
泰倫斯·布蘭查德创作了这部电影的配乐，这是他与李第十二次合作。 对于配乐，他试图区分美国士兵和德国士兵。 “首先是通过使用打击乐器来实现的，德国人使用音调更高、更紧凑的声音，而美国人使用更为饱满的鼓声，”他解释说。 “我还用法國號来代表美国军队，用华格纳低音号来代表德国军队，以此来区别对待。”为这部电影配乐需要使用90人的管弦乐队，这个规模比李之前的任何一部电影都要大。 布蘭查德还借用了20世纪40年代的一些乐器，包括曼陀林、手风琴、滑音管吉他和绳鼓。:26–27这部电影的配乐，名为“Miracle at St. Anna: Original Soundtrack”，于2008年9月23日由好莱坞唱片公司以CD和數位下載形式发行。